# Slag bij Nájera
De Slag bij Nájera, ook bekend als de Slag bij Navarrete, werd geleverd op 3 april 1367 tussen Engelse en Franco-Castiliaanse troepen nabij Nájera, in de provincie La Rioja in Castilië. De Engelse troepen werden geleid door Eduard, de Zwarte Prins, en Jan van Gent, hertog van Lancaster, die Peter van Castilië, bijgenaamd de Wrede, steunden tegen diens broer Hendrik van Trastámara. Beide troonpretendenten waren reeds geruime tijd verwikkeld in een gewapend conflict, de Castiliaanse Burgeroorlog, voordat steun bij andere koninkrijken werd gezocht. Peter had bij de Zwarte Prins in Bordeaux om steun gesmeekt om hem op de troon te herstellen. Hendrik werd gesteund door koning Karel V van Frankrijk, die een huurlingenleger onder leiding van Bertrand du Guesclin had gestuurd om Hendrik op de troon te helpen.
Het Engelse leger, 24.000 man sterk, marcheerde zuidwaarts vanuit Aquitanië, stak de rivier Ebro over bij Logroño, en ontmoette het Franco-Castiliaanse leger van Hendrik bij Nájera. Het leger van Hendrik telde ongeveer 60.000 man. Naar verluidt was Du Guesclin terughoudend om het Engelse leger in een reguliere veldslag tegemoet te treden, maar hij werd niet gevolgd door Hendrik.
In vroegere veldslagen met de Fransen hadden de Engelsen vaak de slag gewonnen dankzij de boogschutters, die de aanval van de Franse ruiters braken. Daarom vochten de Franse ridders uit de voorhoede, onder leiding van Bertrand du Guesclin in deze slag te voet, net als het Engelse leger. Bij de aanvang van de slag stormde de afgestegen Franse divisie naar voren, terwijl de lichte Spaanse bereden jinetes met steun van de kruisboogschutters de Engelse boogschutters bezighielden. De Franse divisie bereikte in slagorde de Engelse voorhoede onder leiding van Jan van Gent, waarna een man-tegen-mangevecht begon. De Engelse boogschutters haalden dankzij hun grotere bereik de overhand over de jinetes en de kruisboogschutters, die met zware verliezen het slagveld ontvluchtten.
Vervolgens drongen de Engelse zijvleugels op waardoor de Franse voorhoede in de minderheid kwam. De bereden Spaanse ridders chargeerden driemaal om het tij te keren, maar werden telkens afgeslagen en ontvluchtten daarna de slag. Edward leidde dan zijn centrale divisie voorwaarts waardoor de Franse voorhoede werd overweldigd. Ondertussen viel de Engelse achterhoede onder leiding van Jacobus, de koning van Mallorca de Spaanse linkerflank aan, waarna de militia op de vlucht sloeg en het Castiliaanse leger uiteenviel. Overweldigd gaven de Franse ridders zich over en Bertrand du Guesclin werd gevangengenomen. Hendrik zelf wist te ontsnappen.
Peter de Wrede en de Engelsen behaalden een grote overwinning, maar het voordeel was van korte duur. Peter weigerde de Zwarte Prins te betalen voor het huurlingenleger. Zonder de steun van de Engelsen bleek het voor Pedro moeilijk zich te handhaven. Twee jaar later werd Peter de Wrede beslissend verslagen door Hendrik II in de slag bij Montiel. Hierbij kreeg Hendrik opnieuw de steun van Frankrijk en Bertrand du Guesclin leidde het Spaanse leger in de slag.
Een Engelse heraut, de Chandos Herald is de belangrijkste contemporaine bron waar het de Spaanse campagne en de Slag bij Nájera betreft.